# Satoka (Dorf)
Satoka (ukrainisch Затока, deutsch Ottenhausen, polnisch Zatoka) ist ein Dorf in der Ukraine in der Oblast Lwiw, Rajon Jaworiw. Es liegt 27 km westlich von Lwiw und 9 km nördlich von Horodok nahe der Wereszyka.
Am 12. Juni 2020 wurde das Dorf ein Teil neu gegründeten Siedlungsgemeinde Iwano-Frankowe im Rajon Jaworiw; bis dahin bildet es zusammen mit dem Dorf Welykopole (Великополе) die Landratsgemeinde Welykopole (Великопільська сільська рада/Welykopilska silska rada).

## Geschichte
Der deutschsprachige Ort Ottenhausen wurde 1786 gegründet und mit 29 katholischen Siedlerfamilien belegt. Hierzu wurden vom herrschaftlichen Besitz Wielkopole die Grundstücke 1198 bis 1203 im Ausmaße von 430,909 Joch + 15,130 Joch, entsprechend insgesamt 256,71 ha, zur Ansiedlung der Kolonie abgetreten.
Die Siedlung hatte 1789 eine Größe von zusammen 648 Joch, was einer Gesamtfläche von 372,95 ha entsprach. Davon entfielen 496 Joch auf die Kolonisten, denen zwischen 15,7 und 19,6 Joch Grund und Boden zugewiesen wurde.
Felder und Wiesen wurden nach dem Gewannsystem vermessen. Unter einem Gewann versteht man viereckige Flur- oder Ackerstücke, die eine flächenmäßige Einheit bilden. Die Gesamtgemarkung wurde in einer Reihe von Schlägen eingeteilt, innerhalb denen die einzelnen Wirtschaften ihre Parzellenstreifen erhielten. Neben dem Einzelbesitz der Wirtschaften stand die Hutweide ungeteilt allen Kolonisten zur Verfügung.
Im Nordwesten von Nadel- und Laubbäumen und im Süden hinter einer Anhöhe inmitten von Wiesen durch den Fluss Wereszyca begrenzt, lag Ottenhausen am Rand großer Waldbestände.
Vom Ortsausgang liegt die Bahnstation Cuniow, von der Züge nach Lemberg fuhren, im Westen des Ortes die Station Kamnienobrod von der die Bahn in die Kreisstadt Grodek fuhr (siehe Bahnstrecke Lwiw–Przemyśl)
Auch in den benachbarten ruthenischen Orten Dobrostany, Jaryna, Kamnienbrod, Kopanka und Wielkopole wurden Siedler-Familien, sogenannte Kolonisten, angesiedelt. Für Wielkopole sind für den 30. April 1786 10 Familien mit 45 Personen, davon 24 männlich und 21 weiblich, als Siedler bezeugt.
Die Namensgebung ist nicht eindeutig zu klären, da es den Ortsnamen Ottenhausen in Deutschland mehrfach gibt, so bei Pforzheim, Paderborn, Erfurt und Saarbrücken.
Vermutlich hieß der Heimatort eines Kolonisten so. Ein Großteil der Aussiedler stammt aus dem Saarland, so dass man mit hoher Wahrscheinlichkeit annehmen kann, dass Ottenhausen/Saar für die Namensgebung Pate gestanden hat, zumal dieses Ottenhausen nur 6 km von Saarbrücken und nur 14 km von Kleinblittersdorf, wo viele der Auswanderer herstammen, liegt.

## Ortsform
Ottenhausen wurde als Straßendorf erbaut. Die Häuserreihen verliefen regelmäßig beidseits der Straße. Die Hausplätze waren in der Regel etwa 30–35 m breit. Nur bei einigen größeren Siedlungen sind die in Südungarn ausgebildeten Formen wie: Straßenkreuz, parallele Straßen oder Schachbrettdörfer angewendet worden.

## 1. Siedlungsperiode unter Maria Theresia/Joseph II.
Ab dem Ansiedlungspatent Maria Theresias für die auswärtigen Handelsleute, Künstler, Fabrikanten, Professionisten und Handwerker vom 1. Oktober 1774 begann Österreich mit der städtischen und seit dem Ansiedlungspatent Josephs II. vom 17. September 1781 mit der planmäßigen Ansiedlung von vorwiegend Pfälzern, Badenern, Württembergern, Hessen und Siedlern von Nahe und Saar. Im Sommer 1782 wurden mit der Ansiedlung von Aussiedlern in der Herrschaft Sandomir begonnen. Das Hauptaugenmerk der Wiener Regierung lag in der Errichtung von Musterdörfern, die der Einführung westlicher Wirtschafts- und Sozialformen dienten.
Das Wirtschaftsprogramm der Regierung für die neue Provinz Galizien kommt in der Schrift der Wiener Hofkanzlei vom 7. Juli 1774 an das Gubernium, mit Sitz in Lemberg, zum Ausdruck.
So wurde noch unter Maria Theresia das 1. Ansiedlungspatent vom 1. Oktober 1774 für die auswärtigen römisch-katholischen und die griechisch-unierten Handelsleute, Künstler, Fabrikanten, Professionisten und Handwerker erlassen. Das Patent veranlasste aber keine Wanderbewegung, da die Bauern ausgeschlossen waren und es den Evangelischen nur gestattet wurde, sich in Städten niederzulassen, und dies nur in Lemberg, Jaroslau, Zamosc und Zaleszczyki, später kam noch Brody und Kasimierz hinzu.
Das 2. Ansiedlungspatent unter Joseph II. vom 17. September 1781, unter welchem den Protestanten nicht nur die Städte, sondern auch das flache Land für Bauernsiedlungen geöffnet und über das Warschauer Traktat von 1768 hinaus wurde im Toleranzpatent vom 10. November 1781 den Protestanten die religiöse Duldung ausgesprochen. Die Ansiedlung erfolgte sehr häufig auf Staats- oder enteignetem Klostergrund. Die günstigen Lebensverhältnisse und die Zuteilung ausreichend bemessenen Anteils an bestem Boden, gute Erwerbsmöglichkeiten, Steuerbefreiung für viele Jahre und Kriegsdienstbefreiung auf 10 Jahre erschien Galizien den Ausreisewilligen als Lebensalternative.
Insgesamt kamen von Juni 1782 bis Januar 1786 ca. 14.250 Personen nach Galizien. Inklusive der vom Wiener Hofkammerarchiv nicht Erfassten hinzu, so werden es an die 18.000 Einwanderer sein, die nach Galizien ausgewandert sind. Von der Gesamtzahl an Einwanderern sind von der Wiener Hofkammer rund 15.000 Personen erfasst, davon waren etwa 1/3 röm.-kath. Glaubens.
Die Anzahl der Familien, die von Wien aus Galizien als neue Kolonisten verließen, kann man rein rechnerisch mit rund 3.300 angeben. Der überwiegende Anteil der Auswanderer, ca. 2/3 kam aus Rheinland-Pfalz und dem Saarland.

### Der Weg der Auswanderer
Die Auswanderer aus der Pfalz haben meistens Galizien auf dem Landweg über Würzburg/Nürnberg/Donauwörth erreicht. In Donauwörth wurden sie von österreichischen Beamten nach Wien befördert, oder sie erreichten zunächst Ulm auf dem Landweg, wo sie mit floßähnlichen Schiffen, den sogenannten Ulmer Schachteln, die Reise nach Wien fortsetzten. In Regensburg erhielten die Auswanderer vom kaiserlichen Gesandten Pässe.
Eine Ulmer Schachtel hatte einen simplen Aufbau. Ein aus Brettern gezimmertes Haus stand mitten auf dem Schiff. Bretterbänke dienten zum Sitzen. Vor dem Haus befand sich vorne und hinten eine Plattform, auf welchen die Schiffer standen und die Ruder bedienten. Die Dauer der Donaufahrt von Ulm nach Wien betrug etwa 5 Tage. Das Aufnahmevermögen einer Ulmer Schachtel dürfte sich auf bis zu 250 bis 300 Personen, einschließlich des Gepäcks, belaufen haben.
Für die Schiffsreise donauabwärts zahlte man üblicherweise 1 Kreuzer je Meile und Person. Das machte pro Person 1 fl 30 Kreuzer (1 fl.= Florentiner österr. Gulden = 100 Kreuzer) bis Wien aus.
In Wien mussten sich alle Reisenden bei der Hofagentur melden, wo sie in Consignationen aufgenommen wurden und einen Hofpass für die Reise durch Österreich und Reisegeld erhielten. Gleichzeitig erklärten sie, ob sie nach Galizien oder Ungarn zur Ansiedlung wollten.
Die Hofagentur verständigte das Gubernium in Lemberg, von der die zu erwartende Ankunft und weitere Weisungen an die galizischen Kreisämter und Domänenverwaltungen ergingen. Von Wien aus ging der Weg über Brünn, Olmütz, Mährisch-Neustadt, Troppau zunächst nach Bielitz-Biala. Hier betraten die Siedler zum ersten Mal galizischen Boden. Die 400 km bis zum endgültigen Bestimmungsort Ottenhausen dauerten von Wien aus noch weitere 15 beschwerliche Reisetage.

## 2. Siedlungsperiode unter Franz II.
Viele Kolonisten wanderten zwischen der 1. Siedlungsperiode, welche etwa 1795 abgeschlossen war, und der 2. Siedlungsperiode, zwischen 1802 und 1820, aus Ottenhausen ab, welches wohl durch die widrigen Lebensumstände bedingt war.
Unter Kaiser Franz II. gab es noch einen neuen Schub von insgesamt etwa 480 Personen für alle Kolonisten zwischen den Jahren 1802 und 1803.

## Autonomiebestrebungen, nationale Entwicklung, Umsiedlung 1939/40

### Autonomiebestrebungen, nationale Entwicklung
Das bäuerliche Untertanenverhältniss wurde 1849 aufgehoben. Im August 1859 wurde Graf Agenor Goluchowski (1812–1875) Innen- und Staatsminister. Die maßgebliche Wende kam 1866, als das nach Unabhängigkeit strebende Kronland Ungarn und die galizischen Polen von Österreich als Bundesgenossen für die Aufrechterhaltung des Gesamtstaates gewonnen wurden. Polnisch wurde 1867 als Unterrichtssprache im Schulwesen eingeführt. Die einzige deutschsprachige Zeitung in Lemberg stellte ihr Erscheinen ein. Die Gesetze von Dezember 1867 und die lokale Selbstverwaltung ermöglichten eine weitgehende faktische polnische Autonomie Galiziens.
Mit der Autonomie setzte das wirtschaftliche Leben verstärkt ein. Die Bevölkerung wuchs zwischen 1869 und 1910 von 5,4 Millionen auf über 8 Millionen Menschen an. Die Interessen der Polen, die vorwiegend im Westen Galiziens beheimatet waren, trafen auf die der Ukrainer (Ruthenen), die in der Osthälfte Galiziens die Mehrheit der Bevölkerung bildeten, aufeinander. Die Landesschulgesetze von 1873 brachten den Volksschulen eine vollständige Reorganisation und einen Verdoppelung an Schulen.
Die starke Bevölkerungsvermehrung erzeugte einen immensen Bodenhunger, der nicht von der beginnenden Industrialisierung aufgefangen werden konnte. Da die wachsende Landbevölkerung weder in die Industrie noch in die übrigen Teile der Monarchie abströmen konnte und die Auswanderung in Richtung USA und auch Kanada erst im letzten Jahrzehnt des 19. Jahrhunderts einsetzte, entstand eine Überbevölkerung, die auf den viel zu kleinen, immer weiter aufgeteilten Höfen leben mussten.
Zwischen 1880 und 1890 war die Auswanderung nach Amerika besonders unter den katholischen Kolonien sehr hoch, als die Polonisierungsbestreben der Regierung, bedingt durch die in 1867 erzielte Autonomie Galiziens, spürbar wurde.
Der Ackerbau hinkte ertragsmäßig immer noch den westlichen Ländern hinterher. Eine Folge des bäuerlichen Elends war, dass es in Galizien zu starken politischen Bewegungen unter den Bauern kam.
Der vorletzte Statthalter Galiziens Prof. Michał Bobrzyński, verkörperte aber nochmals die Idee „Vorsichtige Reformen, aber in Anlehnung an das Kaiserhaus“. Es war also kein Zufall, dass die galizischen Polen bei Kriegsausbruch 1914 loyal an der Seite Österreichs kämpften.
Zu Anfang des Ersten Weltkrieges, September 1914, mussten die Ottenhausener flüchten, da das österr.-ungarische Heer der russischen Übermacht nicht standhalten konnte. Am 18. Mai 1915 trat die russische Armee den Rückzug an. In Ottenhausen wurde fast jedes Haus, wohl auf höheren Befehl, angezündet. Im September 1915 kehrte der größte Teil der Bewohner in ihre völlig ausgeraubten Häuser zurück. Der Wiederaufbau der Ottenhausener Siedlung fand von 1916 bis 1921 unter schweren Bedingungen statt.
Am 5. November 1916 wurde durch die Mittelmächte der polnische Staat proklamiert. Der Polnisch-Sowjetische Krieg von Oktober 1919 bis April 1920 endete mit dem Rückzug der Bolschewiki und am 18. März 1921 mit dem Friedensvertrag von Riga. Polen erhielt die Westukraine mit Galizien und Wolynien.
Am 17. September 1939 erfolgte die sowjetische Besetzung Ostpolens. Der Deutsch-sowjetische Nichtangriffspakt wurde durch den deutschen Überfall auf die Sowjetunion am 22. Juni 1941 hinfällig. Bis Anfang 1944 standen alle vormals polnischen Gebiete unter deutscher Besatzung.

### Umsiedlung im Jahr 1939/40
Über 15.000 Menschen, aufgeteilt auf ca. 165 Ortschaften, den sogenannten Kolonien, sind in den Jahren 1782 bis 1805 aus dem südwestdeutschen Raum nach Galizien ausgewandert.
Die große Wende brachte der 23. August 1939, als aufgrund des zwischen dem Deutschen Reich und der Sowjetunion abgeschlossenen Vertrages, dem sogenannten „Hitler-Stalin Pakt“, die Deutschen Ostgaliziens ins Reich, dem sogenannten „Altreich“ und den „Warthegau“ umgesiedelt wurden. Im Geheimen Zusatzprotokoll einigten sich die Sowjetunion und Deutschland auf eine Teilung Polens und die Aufgliederung Ostmitteleuropas in Interessensphären.
Im Winter 1939/40 wurden so von den Ortstäben 55.600 Umgesiedelte, davon 34.938 Evangelische und 20.662 Katholiken, registriert. Von den Umgesiedelten wurden ca. 5 % ins Altreich umgesiedelt. Man bezeichnete die ins „Reich Heimgeholten“ im Gegensatz zu den „Reichsdeutschen“ als „Volksdeutsche“.

## Kirchliche Zugehörigkeit
In den ersten Jahren nach der Ansiedlung wurden Weissenberg und Ottenhausen kirchlich vom römisch-katholischen Pfarramt in der Kreisstadt Grodek-Jagiellonski betreut. Um 1810 wurde Weissenberg selbständige Kirchengemeinde, der sich Ottenhausen als Filialkirche anschloss.
Nur noch der Frühgottesdienst fand in der größtenteils polonisierten Pfarrgemeinde nach der polnischen Autonomie von 1867 in deutscher Sprache statt.

## Schulsituation
Die schulischen Verhältnisse der Siedlerkinder ließen ebenfalls zu wünschen übrig. Das ostdeutsche Volksblatt vom 5. Juni 1908 meldete, dass in Ottenhausen 44 deutsche Kinder die polonisierte Volksschule besuchten. Vielfach wurde auch der Wunsch geäußert „die deutsche Sprache als Unterrichtssprache wieder einzuführen“, so ist es dem ostdeutschen Volksblatt zu entnehmen.

## Zahl der Einwohner/Häuser der Kolonie Ottenhausen
```
 Jahr                Häuser   Familien   Personen
         1786          29         29       140
         1811                     28       140
         1928                              120
         1934                              221
         1939                     45       220
```

Im Jahr 1939, also kurz vor der Umsiedlung der Siedler in den Warthegau oder das Altreich, lebten in Ottenhausen:
```
              45 deutsche Familien
              33 polnische Familien
               3 ruthenische Familien
           und 2 jüdische Familien
```

Die meisten deutschen Familien in Ottenhausen hatten im Jahr 1939 nur geringen Landbesitz, der sich wie folgt aufteilte:
		0 –  5 Joch	15 Familien
		5 – 10 Joch	12 Familien
	       10 – 15 Joch	12 Familien
```
 	        15 – 20 Joch	 4 Familien
                 > 20 Joch  	 2 Familien
```

Es kann also, nimmt man jeweils 5 Personen./Familie an, von 415 Einwohnern für den Ort Ottenhausen ausgegangen werden.